# Worlds Torn Asunder
Worlds Torn Asunder è il terzo album del gruppo musicale statunitense di genere thrash metal dei Warbringer, pubblicato dall'etichetta discografica Century Media Records il 27 settembre 2011.

## Tracce
1. Living Weapon – 4:21
2. Shattered Like Glass – 3:22
3. Wake Up... Destroy – 4:41
4. Future Ages Gone – 3:55
5. Savagery – 5:02
6. Treacherous Tongue – 2:22
7. Echoes from the Void – 5:36
8. Enemies of the State – 3:11
9. Behind the Veils of Night – 3:21
10. Demonic Ecstasy – 5:33
11. Sacrifice (Bonus track, cover dei Bathory) – 3:32

## Formazione
- John Kevill - voce
- John Laux - chitarra
- Adam Carroll - chitarra
- Andy Laux - basso
- Carlos Cruz - batteria